# Floresta Nacional da Restinga de Cabedelo
A Floresta Nacional da Restinga de Cabedelo, ou Mata da Amém, como é popularmente conhecida, é uma unidade de conservação brasileira de uso sustentável da natureza localizada no km 11 às margens da BR-230, na área urbana do município de Cabedelo, Paraíba, entre os bairros de Renascer e Bessa.

## História
Criada em 2004 através da instituição do Decreto presidencial S/N de 02 de Junho de 2004, é a primeira floresta nacional localizada em área urbana no Brasil, possuindo 114,34 hectares de mata atlântica de restinga e manguezal, com árvores que ultrapassam os vinte metros de altura. O antigo nome de «Mata da Amém» foi alterado devido à mudança de estatuto que a área recebeu, passando de reserva para floresta nacional, administrada pelo ICMBio.
A área está inserida na segunda maior bacia hidrográfica do estado Paraibano, a Bacia do Rio Paraíba, integrando a grande área de mangue e restinga que faz parte da zona estuarina do rio Paraíba. O Rio Mandacaru, um de seus afluentes, deságua no rio Paraíba passando pelo interior da UC.
O órgão responsável pela gestão da unidade é o Instituto Chico Mendes de Conservação da Biodiversidade (ICMBio). Atualmente a FLONA dispões de um Projeto Demonstrativo de Energia Fotovoltaica e a visitação pública na UC é permitida mediante agendamento prévio e condicionada às normas estabelecidas pelo seu Plano de Manejo.